# 타이사 파미가
타이사 파미가(Taissa Farmiga, 1994년 8월 17일 ~ )는 미국의 배우이다. 배우 베라 파미가의 여동생이다.

## 출연 작품
| 연도   | 제목                       | 배역            | 비고              |
| ------ | -------------------------- | --------------- | ----------------- |
| 2011년 | 저 높은 곳을 향하여        | 코니 워커       |                   |
| 2011년 | 아메리칸 호러 스토리 시즌1 | 바이올렛 하먼   | 주연(11 에피소드) |
| 2013년 | 블링 링                    | 샘 무어         |                   |
| 2013년 | 미들턴                     | 오드리 마틴     |                   |
| 2013년 | 아메리칸 호러 스토리 시즌3 | 조이 벤슨       | 주연(13 에피소드) |
| 2013년 | 마인드스케이프             | 안나 그린       |                   |
| 2014년 | 제임시 보이                | 사라            |                   |
| 2015년 | 쉐어                       | 크리스탈        | 단편영화          |
| 2018년 | 더 넌                      | 아이린 수녀     |                   |
| 2018년 | 우리는 언제나 성에 살았다  | 머리캣 블랙우드 |                   |
| 2018년 | 라스트 미션                | 지니            |                   |
| 2018년 | 왓 데이 해드               | 엠마            |                   |
| 2018년 | 더 롱 덤 로드              |                 |                   |
| 2023년 | 더 넌 2                    | 아이린 수녀     |                   |